# Madkasse
En madkasse er en slags kasse eller boks, som er beregnet til midlertidig opbevaring af mad – ofte i form af en madpakke.

## Historie
Før industrialiseringen spiste man i Danmark dagens varme måltid middagen midt på dagen, men dette ændrede sig langsomt fra omkring 1870'erne: Arbejdstiden blev forkortet, men det gjorde middagspausen også, således at arbejderne ikke kunne nå hjem og spise. De fleste løste problemet ved at tage smurt brød med – indpakket i avispapir. Indpakningen i avispapir var dog upraktisk og uhygiejnisk og blev langsomt afløst af blikmadkasser som den berømte røde med påskiften "Velbekomme" fra firmaet Glud & Marstrand fra 1920-erne.
Endnu tidligere fandtes der ovale madtejner af træ.
I USA blev det i 1880'erne populært at lave opbevaringsbokse ud af farvet tin eller aluminium[kilde mangler]. Boksene havde ofte til formål at opbevare tobak eller småkager. I 1902 kom den første madkasse til børn på markedet i USA. Den var firkantet og dekoreret med litografier af legende børn.

## Fodnoter
1. ↑  s. 20 Bühlmann 1991
2. ↑  s. 25 Bühlmann 1991
3. ↑  Paileontology: A history of the lunchbox, Whole Pop Magazine Online, arkiveret fra originalen 1. september 2007, hentet 19. juli 2009